# Attendorn (Adelsgeschlecht)

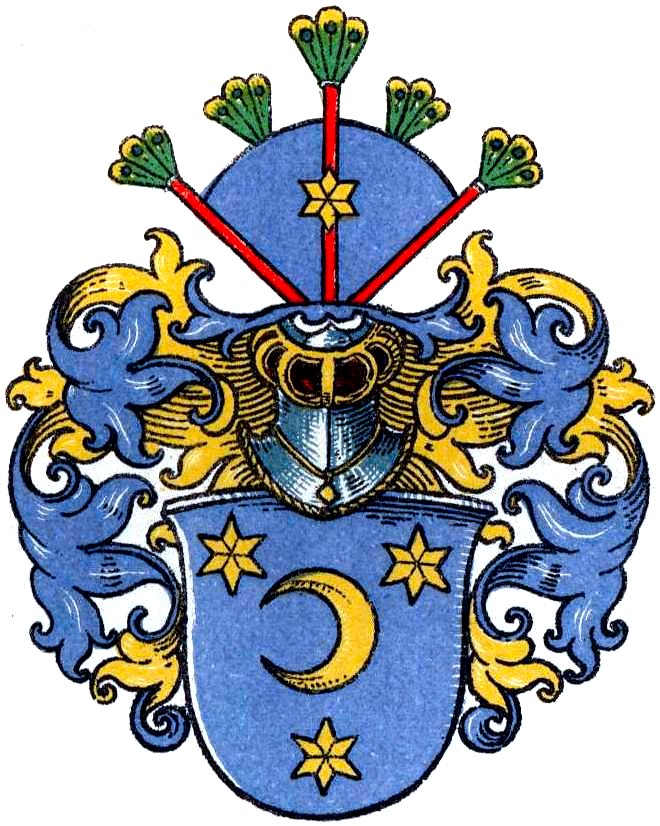
Wappen derer von Attendorn

Die Herren von Attendorn waren ein Lübecker Patriziergeschlecht mit Wurzeln in Westfalen.

## Geschichte
Die Wurzeln des Geschlechts liegen in der Hansestadt Attendorn im südlichen Sauerland, heute eine mittlere kreisangehörige Stadt in Nordrhein-Westfalen im Kreis Olpe. Spätestens in der zweiten Hälfte des 13. Jahrhunderts kam das Geschlecht nach Lübeck, wo es bereits im letzten Viertel des 13. Jahrhunderts ein Ratsmitglied und einen Kämmerer stellte. Als jahrzehntelange Mitglieder der Lübeckes Patriziats waren verschiedene Personen des Geschlechts Mitglieder der Lübecker Zirkelgesellschaft.
Das sehr vermögende Geschlecht war in mehreren Handelsgesellschaften investiert und im Tuch- und Metallhandel aktiv. Es besaß nachweislich mehrere Häuser in Lübeck und darüber hinaus auch Grundbesitz außerhalb der Stadt, z. B. das Gut Roggenhorst in der Nähe der Stadt oder das Dorf Wahrstorf, heute ein Ortsteil von Hohenkirchen (Mecklenburg) westlich der Hansestadt Wismar. 
Neben Rats- und Bürgermeisterpositionen übernahmen Mitglieder des Geschlechts weitere wichtige Rollen für die Stadt Lübeck. So z. B. als Bevollmächtigter der Stadt bei der Römischen Kurie, als Vertreter des Rats auf Städte- und Hansetagen in Lübeck, Rostock, Stralsund und Hamburg, als militärische Befehlshaber oder als Ratsvertreter bei Verhandlungen mit dem norwegischen König.

## Persönlichkeiten

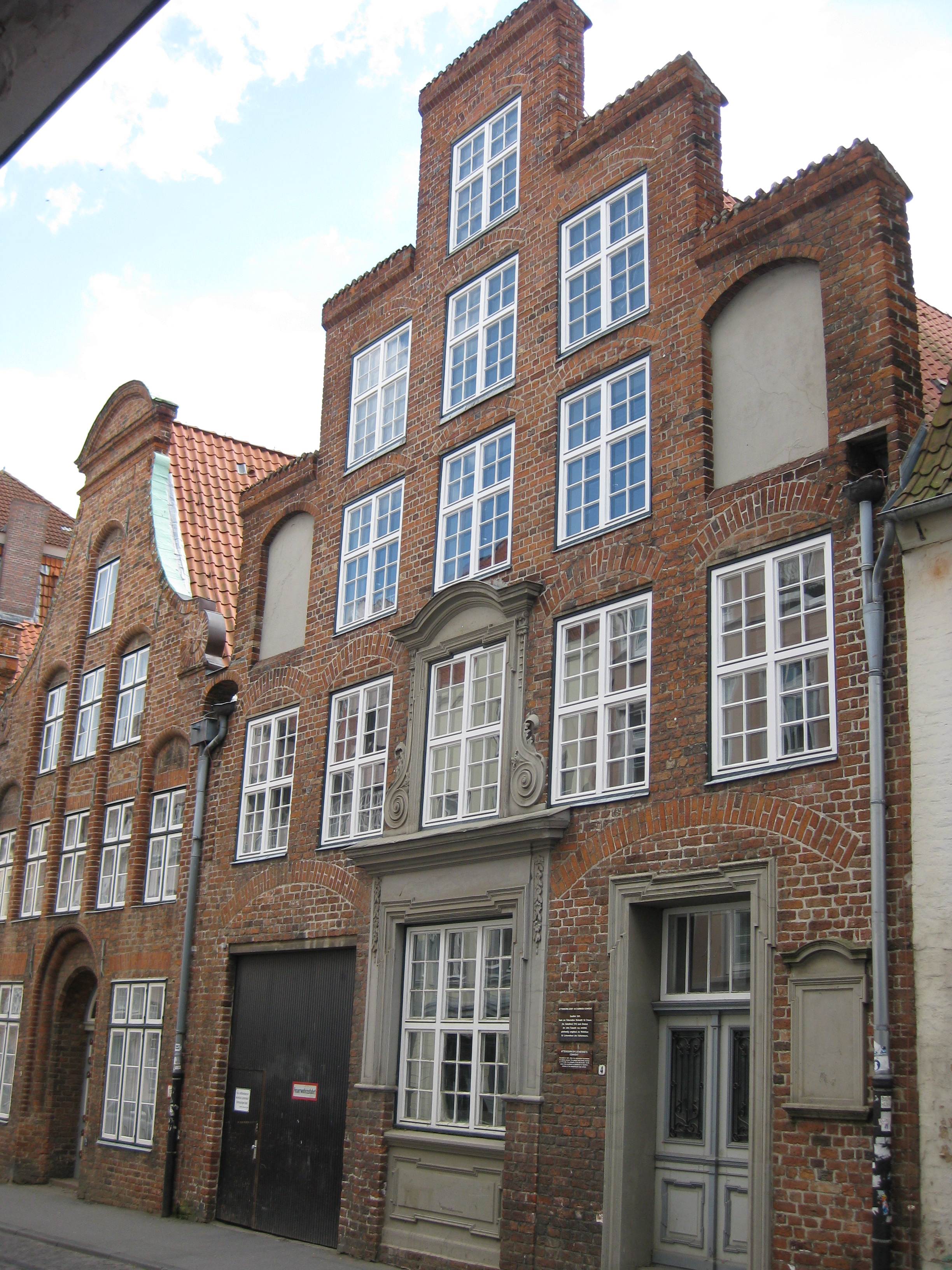
1301: Ratsherr Volmar von Attendorn stiftete ein Armenhaus in der Glockengießerstr. 4

Folgende Persönlichkeiten haben in Lübeck wichtige Positionen eingenommen:
- Volmar von Attendorn († 1305), 1277–1305 (unter den consules et maiores), 1284, 1286 und 1289 Kammereiherr, stiftete den Katharinen- oder Attendorn-Konvent genannten Beginenkonvent in der Glockengießerstraße 4.
- Volmar von Attendorn († 1343 ermordet), 1312–1331 Ratsmitglied, Sohn von Volmar von Attendorn († 1305)
- Conrad von Attendorn († 1339), Tuchhändler, 1310–1339 Ratsmitglied, 1310 Bevollmächtigter der Stadt Lübeck bei der Römischen Kurie, 1324 Bürgermeister
- Everhard von Attendorn († 1349 während der Rückkehr aus Jerusalem), 1348–1349 Ratsmitglied
- Gerhard von Attendorn († 1396), Sohn von Everhard von Attendorn († 1349), 1382 Bürgermeister, 1367–1396 Ratsmitglied, Befehlshaber im Krieg 1368/69 und bei der Einnahme von Lüchow und Dannenberg 1377, Mitglied der Zirkelgesellschaft
- Eberhard von Attendorn († 1399), 1387–1399 Bischof von Lübeck, Bruder von Gerhard von Attendorn
- Gottschalk von Attendorn († 1388), 1356–1388 Ratsmitglied

Neben dem o. g. Gerhard von Attendorn waren auch ein Gerd von Attendorf († 1400) und drei Personen mit dem Namen Gottschalk van Attendorn Mitglied der Lübecker Zirkelgesellschaft.

## Wappen
In Blau drei (2:1) goldene Sterne. Dazwischen ein goldener Halbmond, die Spitzen nach rechts. Auf dem Helm drei fächerförmig gestellte rote Stangen, jede oben mit drei grünen Federn besteckt. Auf der mittleren derselben ein goldener Stern. Hinter diesen Stangen eine blaue Halbkugel, ebenfalls mit zwei Büschen aus je drei grünen Federn besteckt. Die Helmdecken in blau-gold.